# TOPIX
De Tokyo Stock Price Index (Japans: 東証株価指数) of TOPIX is een belangrijke aandelenindex van de Tokyo Stock Exchange.

## Berekening
In deze index zijn alle bedrijven opgenomen die op de beurs van Tokio staan genoteerd in de First Section. Dit zijn de grootste en meest liquide aandelen die op de beurs worden verhandeld.
Tot medio 2006 werd het gewicht van de individuele bedrijven in de index bepaald op basis van de marktkapitalisatie, hierna wordt ook de free float in de berekening meegenomen. Het effect van deze verandering was significant, daar veel Japanse bedrijven aandelen houden in andere Japanse bedrijven, ook wel bekend als crossholdings, om daarmee de langdurige zakenrelatie te onderstrepen. Deze belangen worden voor lange tijd gehouden en worden niet tot de free float gerekend. 
De index heeft 4 januari 1968 als startdatum, maar ging op 1 juli 1969 daadwerkelijk van start.
Een andere belangrijke beursindex in Japan is de Nikkei 225. In deze index zijn 225 bedrijven opgenomen en dit is een prijsgewogen index.

## Samenstelling
Eind maart 2023 bestond de index uit 2160 aandelen. Door het grote aantal aandelen is het gewicht van de individuele namen zeer klein. De top 10 aandelen hebben een gezamenlijk gewicht in de index van slechts 19,0% en de lijst zag er als volgt uit, met de gewichten tussen de haakjes:
| 1. Toyota (3,6%) 2. Sony Corporation (3,0%) 3. Keyence (2,2%) 4. Mitsubishi UFJ FG (1,8%) 5. Nippon Telegraph and Telephone (NTT) (1,8%) | 6. Daiichi Sankyo (1,4%) 7. Takeda Pharmaceutical Company (1,3%) 8. Sumitomo Mitsui Financial Group (1,3%) 9. Hitachi (1,2%) 10.Shin-Etsu Chemical (1,2%) |

De belangrijkste drie sectoren zijn: elektronische apparatuur, informatie technologie en transportmiddelen. Deze drie vertegenwoordigen tezamen zo'n 34% van de index, waarvan de sector elektronische apparatuur het grootst is met een gewicht van 18%.

## Koershistorie
De hoogste stand van de index 2881 werd bereikt op 18 december 1989. Op 3 december 2009 werd het laagste punt in 26 jaar bereikt op 701 punten.
| Jaar | Stand index per jaarultimo | Verandering vs voorgaande jaar |
| ---- | -------------------------- | ------------------------------ |
| 1949 | 12,9                       |                                |
| 1950 | 11,6                       |                                |
| 1960 | 109,2                      |                                |
| 1968 | 100,0                      |                                |
| 1970 | 148,4                      |                                |
| 1980 | 494,1                      |                                |
| 1989 | 2881,4                     |                                |
| 1990 | 1733,8                     |                                |
| 2000 | 1283,7                     |                                |
| 2010 | 898,8                      |                                |
| 2011 | 728,6                      | –18,9%                         |
| 2012 | 859,8                      | 18,0%                          |
| 2013 | 1302,3                     | 51,5%                          |
| 2014 | 1407,5                     | 8,1%                           |
| 2015 | 1547,3                     | 9,9%                           |
| 2016 | 1518,6                     | –1,8%                          |
| 2017 | 1817,6                     | 19,7%                          |
| 2018 | 1494,1                     | –17,8%                         |
| 2019 | 1721,4                     | 15,2%                          |
| 2020 | 1804,7                     | 4,8%%                          |
| 2021 | 1992,3                     | 10,4%                          |
| 2022 | 1891,7                     | –5,0%                          |
| 2023 | 2366,4                     | 25,1%                          |